# Fantasia Barrino
Fantasia Monique Barrino (High Point, Carolina do Norte, 30 de junho de 1984) é uma cantora americana de R&B que se tornou conhecida por ter vencido a terceira temporada do programa de televisão American Idol. Seu álbum de estréia, Free Yourself, obteve certificado Platina Dupla, ou seja, mais de dois milhões de cópias vendidas, e acumulou quatro indicações ao Grammy.

## Discografia

### Álbuns
| Ano  | Detalhes do Álbum | Melhores posições | Melhores posições | Vendas        |
| Ano  | Detalhes do Álbum | EUA               | EUA R&B           | Vendas        |
| ---- | --- | ----------------- | ----------------- | ------------- |
| 2004 | Free Yourself - Lançamento: 23 de novembro de 2004 - Formato(s): CD, digital download - Gravadora(s): J Records       | 8                 | 2                 | - : 1.839.000 |
| 2006 | Fantasia - Lançamento: 12 de dezembro de 2006 - Formato(s): CD, digital download - Gravadora(s): J Records            | 19                | 3                 | - : 530.000   |
| 2010 | Back to Me - Lançamento: 24 de agosto de 2010 - Formato(s): CD, digital download - Gravadora(s): J Records            | 2                 | 1                 | - : 490.000   |
| 2013 | Side Effects of You - Lançamento: 23 de abril de 2013 - Formato(s): CD, digital download - Gravadora(s): RCA Records  | 2                 | 1                 | - : 300.000   |
| 2016 | The Definition Of... - Lançamento: 29 de julho de 2016 - Formato(s): CD, digital download - Gravadora(s): RCA Records | 6                 | 1                 | - : 100.000   |

## Participações
- 2005 - "Hypothetically" (com Lyfe Jennings), de Lyfe 268-192 (Special Edition)
- 2005 - "Til My Baby Comes Home", de So Amazing: An All-Star Tribute to Luther Vandross
- 2005 - "4 My Man" (com Missy Elliott), de The Cookbook
- 2006 - "Blame It on the Rain" (com Sam Moore), de Overnight Sensational
- 2006 - "I Wish" (com Patti LaBelle, and Yolanda Adams) de Happy Feet soundtrack
- 2006 - "Endow Me" (com Coko, Faith Evans & Lil Mo) de Grateful
- 2007 - "Put You Up On Game" (com Aretha Franklin) de Jewels In The Crown: All-Star Duets With The Queen
- 2007 - "What You Looking At?" (com Calvin Richardson) de C.R.I.B.
- ( 2016) - American Idol

## Singles
| Ano  | Música                         | Gráfico de posições | Gráfico de posições | Gráfico de posições | Gráfico de posições | Álbum                |
| Ano  | Música                         | US                  | US R&B              | US Adult R&B        | urban               | Álbum                |
| ---- | ------------------------------ | ------------------- | ------------------- | ------------------- | ------------------- | -------------------- |
| 2004 | "I Believe"                    | 1                   | 12                  | -                   | -                   | Free Yourself        |
| 2004 | "Truth Is"                     | 21                  | 2                   | 1                   | -                   | Free Yourself        |
| 2005 | "Baby Mama"                    | 60                  | 16                  | -                   | -                   | Free Yourself        |
| 2005 | "Free Yourself"                | 41                  | 3                   | 1                   | -                   | Free Yourself        |
| 2006 | "Hood Boy" (feat. Big Boi)     | 103                 | 21                  | -                   | -                   | Fantasia             |
| 2007 | "When I See U"                 | 32                  | 1(8 weeks)          | 2                   | 1                   | Fantasia             |
| 2007 | "Only One U"                   | -                   | 44                  | 25                  | 42                  | Fantasia             |
| 2010 | "Bittersweet"                  | 74                  | 7                   | -                   | 5                   | Back To Me           |
| 2010 | "I'm Doin' Me"                 | 101                 | 11                  | -                   | 7                   | Back To Me           |
| 2011 | "Collard Greens & Cornbread"   | —                   | 47                  | 9                   | —                   | Back To Me           |
| 2013 | "Lose to Win"                  | 102                 | 38                  | 8                   | —                   | Side Effects of You  |
| 2013 | "Without Me"                   | 74                  | 26                  | 2                   | —                   | Side Effects of You  |
| 2013 | "Side Effects of You"          | —                   | —                   | 19                  | —                   | Side Effects of You  |
| 2016 | "No Time for It"               | —                   | —                   | 6                   | —                   | The Definition Of... |
| 2016 | "Sleeping with the One I Love" | —                   | —                   | 7                   | —                   | The Definition Of... |
| 2017 | "When I Met You"               | —                   | —                   | 18                  | —                   | The Definition Of... |